# New Boston (Ohio)
Pour les articles homonymes, voir New Boston.
New Boston est un village américain situé dans le comté de Scioto, dans l'Ohio. Selon le recensement de 2010, sa population est de 2 272 habitants.

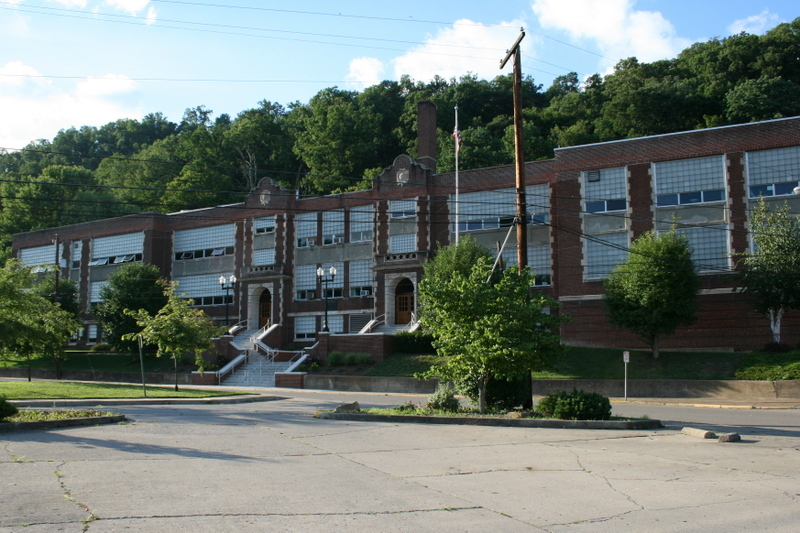
Lycée Glenwood